# Tirà cua-rogenc
El tirà cua-rogenc (Knipolegus poecilurus) és un ocell de la família dels tirànids (Tyrannidae).

## Hàbitat i distribució
Habita boscos i matolls de les muntanyes des de Colòmbia, oest, nord i sud de Veneçuela i nord del Brasil, cap al sud, a través dels Andes del sud-est de l'Equador i Perú fins al centre de Bolívia.